# Rush (spilstrategi)
 For alternative betydninger, se Rush. (Se også artikler, som begynder med Rush)
I videospil er et rush et hurtigt angreb i starten af spillet, der ofte kan fører til en hurtig sejr. Rush kan anvendes i realtidstrategi (RTS) og holdbaserede first-person shooter (FPS) spil og kendes også under navnene swarming, goblin tactics og Zerging, hvor den sidste refererer til Zerg rush taktikken fra videospillet StarCraft.
Selve taktikken består i at udføre et hurtigt angreb på den uforberedte fjende i et forsøg på at overmande den. Taktikken minder om blitzkrieg og "menneskelige bølge“-angreb, hvor en angriber udfører et ubeskyttet frontalangreb med tæt koncentrerede formationer mod fjendens linjer.
I kampspil kaldes denne taktik også for rushdown. Samme udtryk bruges også i MMORPG-spil om en gruppe spillere, der samles og med forende kræfter får fordele, der normalt ville være umulige for dem at få alene.

## Oprindelse
Første gang udtrykket rush for alvor begynde at blive brugt i denne forbindelse, var i Warcraft II: Tides of Darkness. (1995) Warcraft II spillerne brugte udtrykket Grunt rush, hvor "Grunts" er orcernes militære standardfigurer.
I Command & Conquer: Red Alert (1996) udnyttede man såkaldte tank rushes, der var den dominerende taktik for spillere der spillede med Sovjettropper. Tank-rush er dog per definition ikke et rigtigt rush, da de tropper der blev udnyttet hverken var billige, hurtige, eller blev produceret hurtigt. Taktikken bestod derimod i at købe et stort antal tanks, for derefter at sende dem alle sammen mod fjendes base på en gang.
Udtrykket Zerg rush beskriver en rush taktik for spillere, der tilhører Zergracen, og blev populært med videospillet StarCraft (1998). og fortsatte i dens expansion pack.

## Strategispil og taktiske spil
I realtidstrategi-spillet StarCraft er et Zerg-rush en strategi, hvor en spiller, der ved at benytte sig af Zerg-racen forsøger at overvælde modstanderen med et angreb fra et stort antal mindre enheder, før fjenden er helt klar til kamp.
I strategispil fokuserer den angribende spiller på tidligt i spillet hurtigt at bygge et stort antal af svage enheder (eller nogle meget sjældne og potente tidlige spilenheder) i håbet om at kunne overvælde modstanderne, før de kan forsvare sig selv; dette er for at overraske dem, når de mindst forventer det, og ofte for at knuse modstanderens økonomistrukturer. I de fleste tilfælde er sådanne enheder hurtige og billige, hvilket muliggør brug af et stort antal enheder når en åbning opstår, men de kan også vælges til at udnytte en given svaghed hos fjenden.

## Risici ved rush
Et vellykket rush forsøger normalt at forstyrre den forsvarende spillers indsamling af ressourcer eller tilintetgøre denne spiller fuldstændigt. Spilleren, der skynder sig, kan imidlertid selv miste muligheden for langsigtet indsamling af ressourcer, forsvar eller granskning af teknologitræet (der viser alle de teknologier, der er tilgængelige i spillet), for i stedet at satse på et hurtigt slag. Dete sææter sædvanligvis den dristige spiller i en alvorlig ulempe, hvis hastværket ikke lykkes.
Rush er derfor en risikabel taktik. Hvis kapløbet lykkes, kan spilleren have vundet spillet eller sat sin modstander betydeligt tilbage; hvis forsøger med rush mislykkes, kan den forhastede spiller have mistet værdifuld tid og ressourcer, som kunne have været bedre brugt bedre på dybere undersøgelser, opbygning af forsvar og opbygning af mere kraftfulde enheder. Et kapløb kan også betragtes som en masseangreb, hvor der satses på én type enhed, og sejren afhænger af at angrebet udføres med et overvældende antal og kraft for at lykkes.
Rush udvikler sig ofte til et selvmordsangreb for de involverede enheder; enhederne i rush forventes ofte at dø, men til gavn for den spiller, der starter rushen, i og med at de uskadeliggør modstanderens operationer.

## Varianter af rush
Rush kan også bruges til at tvinge en modstander til at vælge mellem dårlige beslutninger. I videospil, der måler ammunition og andre ressourcer, såsom i serierne Men of War og Wargame, tvinger et kapløb en modstander til at bruge en begrænset ressource (ammunition) til at kæmpe imod angrebet, at trække sig tilbage for at undgå angrebet, eller til ikke at returnere angrebet. Konsekvenserne af sådanne beslutninger kan medføre, at en modstander vil have færre ressourcer til at bekæmpe et andet, velstruktureret angreb, henholdsvis vil have tabt terræn eller vil have mistet enheder.
Et alpha-angreb betegner et altomfattende angreb lanceret i håb om at opnå en afgørende fordel, at bestemme målets uundgåelige nederlag, inden det kan reagere effektivt. Dette betragtes normalt som en risikabel manøvre. Hvis angriberen ikke med det samme formår at opnå en afgørende fordel, kan det efterlade angriberens enheder udstrakte og sårbare over for modangreb.